# Powiat Ibo
Powiat Ibo (jap. 揖保郡 Ibo-gun) – powiat w Japonii, w prefekturze Hyōgo. W 2024 roku liczył 33 069 mieszkańców.

## Miejscowości
- Taishi